# 1768
Évszázadok: 17. század – 18. század – 19. század
Évtizedek: 1710-es évek – 1720-as évek – 1730-as évek – 1740-es évek – 1750-es évek – 1760-as évek – 1770-es évek – 1780-as évek – 1790-es évek – 1800-as évek – 1810-es évek
Évek: 1763 – 1764 – 1765 – 1766 –  1767 – 1768 – 1769 – 1770 – 1771 – 1772 – 1773

## Események

### Határozott dátumú események
- február 29. – Lengyel nemesek egy csoportja létrehozza a bari konföderációt(wd).[1]
- május 15. – A Genovai Köztársaság elzálogosítja Korzikát Franciaországnak.[2]
- október 6. – Lengyelország keleti részeinek megszállása és a balkáni ortodoxok támogatása miatt az Oszmán Birodalom hadat üzen Oroszországnak.[3]

### Határozatlan dátumú események
- Kolozsváron betiltják a boszorkánypereket.[4]

## Születések
- január 7. – Joseph Bonaparte, József néven nápolyi, majd spanyol király, ügyvéd, diplomata, katona, I. Napóleon francia császár legidősebb fivére († 1844)
- január 26. – Döme Károly, pozsonyi kanonok, a Magyar Tudományos Akadémia tiszteleti tagja, költő († 1845)
- március 21. – Jean-Baptiste Joseph Fourier, francia matematikus († 1830)
- június 25. – Lazare Hoche, francia hadvezér († 1797)
- július 27. – Charlotte Corday, a girondisták támogatója, Marat gyilkosa († 1793)
- augusztus 17. – Louis Charles Antoine Desaix, francia tábornok († 1800)
- szeptember 4. – François-René de Chateaubriand, francia író és politikus, a francia romantika kiemelkedő alakja († 1848)
- november 19. – Czucz István, ügyvéd, költő († 1830)
- november 21. – Friedrich Schleiermacher, evangélikus lelkész, teológus († 1834)
- december 20. – Schedius Lajos, az esztétika professzora, lapszerkesztő, térképszerkesztő, dramaturg, pedagógiai szakíró († 1847)

Bizonytalan dátum
- Jean-Frédéric Hermann, francia orvos, természettudós, és entomológus († 1793)

## Halálozások
- március 3. – Nicola Porpora, olasz barokk zeneszerző, az opera seria mestere, énektanár (* 1686)
- március 18. – Laurence Sterne, angol író (* 1713)
- május 9. - Philipp Friedrich Gmelin, német professzor, aki botanikát és kémiát tanított (* 1721)
- június 8. – Johann Joachim Winckelmann, német régész, akit rejtélyes körülmények között gyilkoltak meg Triesztben. (* 1717)
- június 24. – Leszczyńska Mária francia királyné, I. (Leszczyński) Szaniszló lengyel király leánya, XV. Lajos francia király felesége (* 1703)
- október 28. – Michel Blavet, francia zeneszerző és fuvolavirtuóz (* 1700)